# Saint-Martin-d'Auxy
Saint-Martin-d'Auxy este o comună în departamentul Saône-et-Loire, Franța. În 2009 avea o populație de 89 de locuitori.

## Evoluția populației
| An        | 1975 | 1982 | 1990 | 1999 | 2006 | 2009 |
| --------- | ---- | ---- | ---- | ---- | ---- | ---- |
| Populație | 53   | 48   | 63   | 61   | 82   | 89   |